# Sigtryggur
Sigtryggur ist ein isländischer männlicher Vorname.

## Herkunft und Bedeutung
Sigtryggur ist eine moderne isländische Form des altnordischen Namens SigtryggR, der sich aus SIG (Sieg) und TRYGG (treu, zuverlässig, vertrauensvoll, sicher, wahr, furchtlos) zusammensetzt.

## Namensträger
- Sigtryggur Baldursson (* 1962), isländischer Musiker (The Sugarcubes)
- Sigtryggur Daði Rúnarsson (* 1996), isländischer Handballspieler
- Sigtryggur Jónasson (1852–1942), kanadischer Politiker